# 李渊
唐高祖李淵（566年4月7日—635年6月25日），字叔德，中国唐朝開國皇帝，陇西成纪人，于618年至626年在位，年号武德。唐朝建立前，曾官至隋朝尚書令、丞相，后自任相國，爵至唐王，最终于618年接受隋恭帝禅让，登基称帝并改国号为唐，唐朝自此建立。李渊是隋文帝楊堅皇后獨孤伽羅的外甥，也是隋煬帝楊廣的表兄。公元626年，其次子秦王李世民发动玄武門之變，诛杀了其长子兼太子李建成和四子李元吉，李渊事后被迫改立李世民为皇太子，并于不久后将皇位禅让，退居太上皇，后于贞观年间驾崩。

## 人物生平

### 早期经历
据《旧唐书》高祖以周天和元年生於長安，太宗在貞觀八年三月甲戌（初二）上壽，推其应为天和元年三月初二（566年4月7日）生。据《册府元龟》记载，李渊以北周天和元年十一月丁酉（566年12月21日）生於長安，似有誤。父親李昞，北周安州總管、柱國大將軍，襲封唐國公。李渊七岁，父亲去世，李渊世袭为唐国公。
581年，隋文帝逼迫北周静帝禪让，李渊任千牛備身（皇帝的禁衛武官），因李淵母親為隋文帝獨孤皇后姐姐（所以李淵是隋文帝楊堅的外甥），后累任谯、陇、岐三州刺史，荥阳郡太守。604年，隋文帝駕崩，遷樓煩太守，隋煬帝大業元年（605年）遷殿内少监；大业二年，除郑州刺史；大業九年（613年），遷衛尉少卿。是年隋煬帝征高句麗，身為表兄的李淵在怀远镇（今辽宁朝阳附近）負責督運。楊玄感之亂，煬帝詔李淵為弘化留守，知關右諸軍事。可見李淵雖為異姓，但因表親身份而與隋朝宗室關係密切，參與了朝廷的衆多大事，他也趁此機會招納人才，引起煬帝猜忌，李淵懼而以酗酒、受賄等行爲“自污”。
大業十一年（615年）李渊任山西河东郡慰抚大使。大業十二年（616年）升为右骁卫将军。大業十三年（617年）正月遷太原郡留守，7月殺郡丞王威、武牙郎將高君雅，打着勤王定乱，迎回隋天子的旗号正式开始於晉陽縣起兵。晋阳起兵即得到李氏宗族及姻親的響應。他一邊招降叛軍、流寇，一邊派親族迅速進兵，並且借助突厥始毕可汗的500骑兵进攻隋大兴城，于12月攻克。

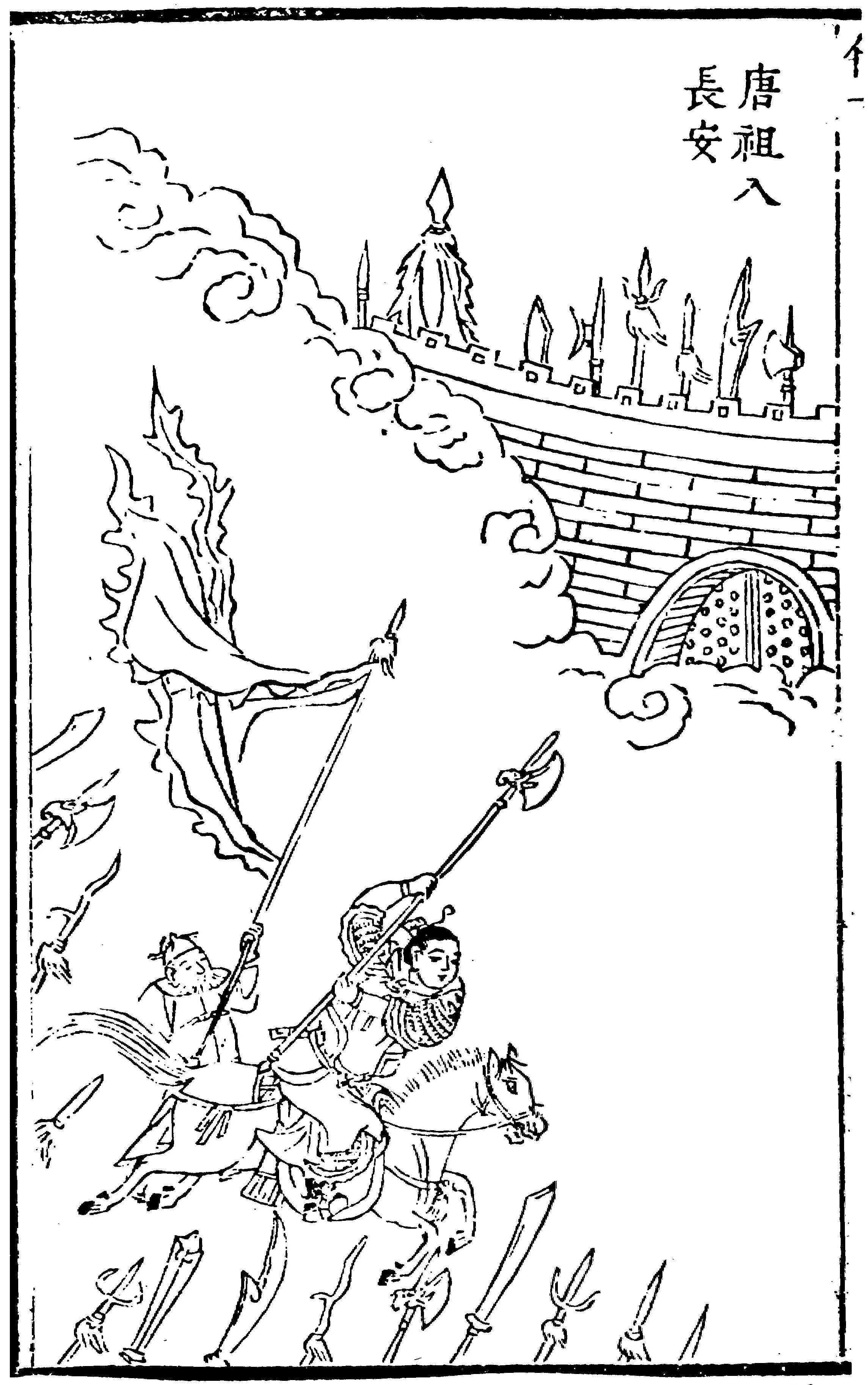
唐祖入長安

他拥代王杨侑做傀儡皇帝，遥尊隋煬帝為太上皇，受假黃鉞、使持節、大都督內外諸軍事、大丞相，進封唐王，並在不久后自立為相國。在义宁二年（618年），在李渊的强逼之下，杨侑颁布唐王九錫冊文，为李渊加九錫，自此，李渊完成接受禅让前的最后一步。

### 建立唐朝
隋義宁二年三月十一丙辰日（隋恭皇帝楊侑的年號，公元618年4月11日），隋煬帝在被叛臣宇文化及所弑。隋義宁二年五月二十四日（公元618年6月18日），隋恭帝将皇位禪讓，李淵稱帝，建立唐朝，隋朝滅亡。称帝后，李淵開始著手消滅其他諸侯、軍閥，展開唐朝統一戰爭，他的兒女李世民、李建成、李元吉、平陽昭公主、侄子李孝恭、名将李靖、李世勣等人的征討下，用了七年时间，先后消滅薛仁果、薛举、李軌、宋金剛、劉武周、王世充、竇建德、蕭銑、杜伏威和梁师都等割據勢力。
最後一個梁师都是在貞觀二年（628年）被平定的，此時他早已经將皇帝位讓给次子李世民了。同時他又利用東突厥和西突厥之間的分裂，維持了北方的邊界，这是他有力量能夠奪取中原的主要條件（参見唐與突厥的戰爭）。
在官制上李淵于武德七年（624年）頒布了唐的官僚制度，基本使用了隋的制度。在農業方面他於武德七年（624年）頒布均田制；對稅捐他也做了調節，減輕了受田農民的負擔。在法律上他廢棄了隋煬帝的許多苛政，頒布了武德律。李淵對唐朝的措施，為唐太宗“貞觀之治”打下了非常重要的基礎。

### 被迫退位

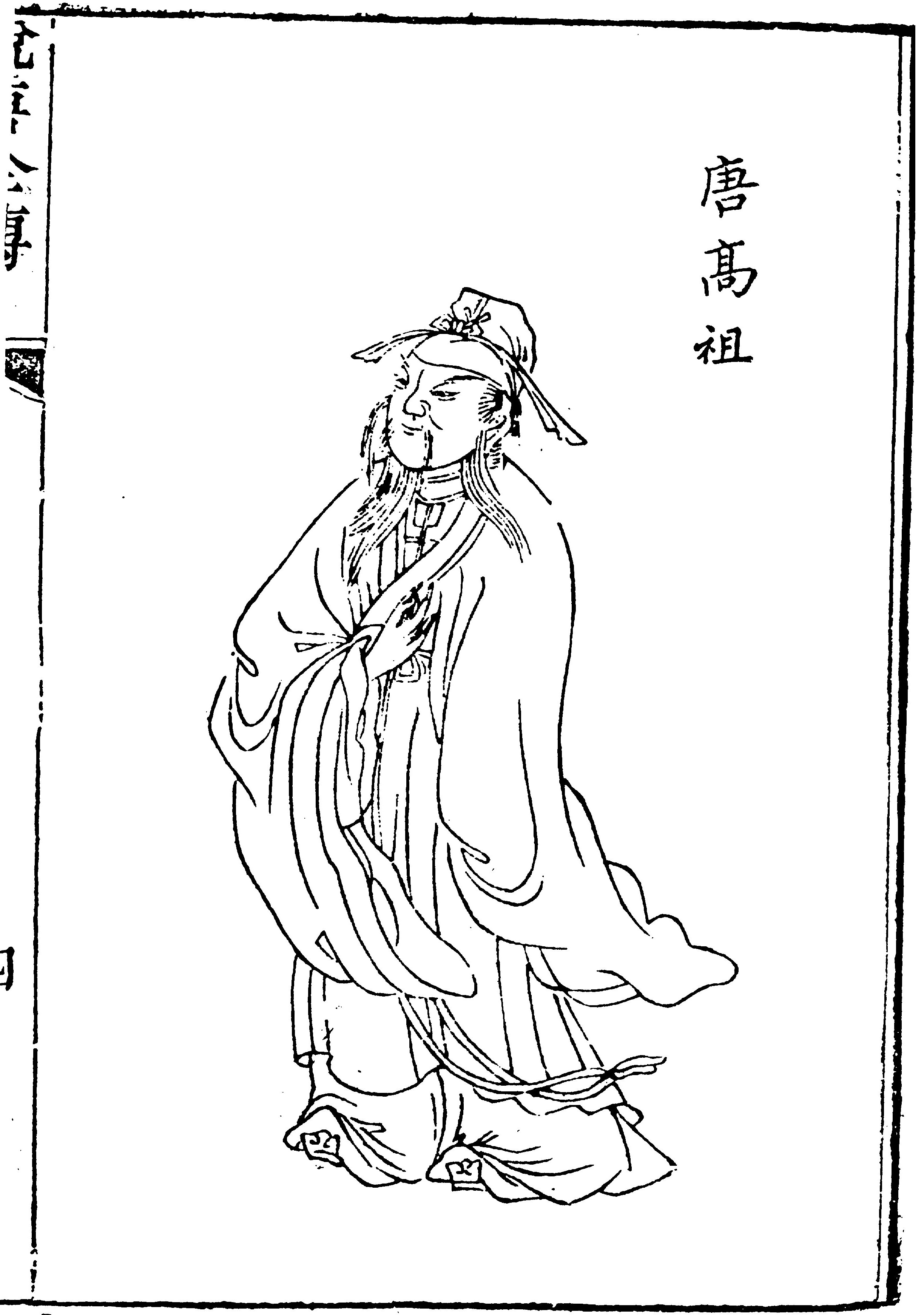
唐高祖

李渊在位期間，没有能儘早確立及處理好繼承人問題，雖然他一早立長子李建成為太子，他眼見皇太子李建成與各兒子明爭暗鬥卻一再绥靖縱容，圖讓眾子互相制衡並未加以控制，同時次子李世民擁護者眾多，導致太子李建成与李元吉、李世民等人之間的矛盾激化。
最終，李世民决定先下手為強，于武德九年（公元626年）發動政變，史稱玄武門之變，李建成、李元吉被李世民所殺，其軍隊控制了長安。对上李世民謊稱是二人作亂伏誅，加上群臣的支持和擁戴，李淵见状无奈被迫將軍國大事交由李世民處理，而李建成、李元吉不但被追廢為庶人被除宗籍，二人所出十个儿子也遭誅殺殆盡且皆被除宗籍。
三天後，李渊立已掌握實權的次子李世民為皇太子，三個月後便將帝位內禪給李世民，自己退位為太上皇，貞觀三年，移居弘義宫。

### 去世
貞觀九年五月初六日（635年），太上皇李淵逝世，享壽六十九歲。死後諡號太武皇帝，廟號高祖，葬在獻陵。唐高宗上元元年（674年）八月，改上諡號為神堯皇帝。唐玄宗天寶十三載（754年）二月，上尊號神堯大聖大光孝皇帝。

## 宰相
- 李世民（618年－626年尚书令；625年－626年中书令）
- 裴寂（618年－623年尚书右仆射；623年－626年尚书左仆射）
- 刘文静（618年纳言）
- 萧瑀（618年－620年内史令；620年－623年中书令；623年－626年尚书右仆射）
- 窦威（618年内史令）
- 窦抗（618年纳言）
- 陈叔达（618年－620年纳言；620年－626年侍中）
- 杨恭仁（619年－620年纳言；620年－623年侍中；623年－626年中书令）
- 封德彝（620年－626年中书令）
- 裴矩（624年－625年侍中）
- 李元吉（625年－626年侍中）
- 宇文士及（625年－626年侍中；626年－627年中书令）
- 高士廉（626年－627年侍中）
- 房玄龄（626年－629年中书令）

| 年代                   | 尚书令           | 尚书左仆射                | 尚书右仆射              | 纳言（侍中）                                                                      | 内史令（中书令）                                                       |
| ---------------------- | ---------------- | ------------------------- | ----------------------- | --------------------------------------------------------------------------------- | ---------------------------------------------------------------------- |
| 武德元年戊寅 （618年） | 李世民           |                           | 裴寂                    | 刘文静八月除名 窦抗将作大匠兼，十月罢 陈叔达黄门侍郎判                            | 窦威六月卒 萧瑀                                                        |
| 武德二年己卯 （619年） | 李世民           |                           | 裴寂                    | 陈叔达正月，黄门侍郎兼，实任 杨恭仁十月，凉州总管遥领                             | 萧瑀                                                                   |
| 武德三年庚辰 （620年） | 李世民           |                           | 裴寂                    | 陈叔达 杨恭仁凉州总管遥领                                                         | 萧瑀 封德彝中书侍郎兼                                                  |
| 武德四年辛巳 （621年） | 李世民           |                           | 裴寂                    | 陈叔达 杨恭仁凉州总管遥领                                                         | 萧瑀 封德彝中书侍郎兼                                                  |
| 武德五年壬午 （622年） | 李世民           |                           | 裴寂                    | 陈叔达 杨恭仁凉州总管遥领                                                         | 萧瑀 封德彝中书侍郎兼                                                  |
| 武德六年癸未 （623年） | 李世民           | 裴寂                      | 裴寂四月，转左仆射 萧瑀 | 陈叔达 杨恭仁四月，入朝                                                           | 萧瑀四月，转右仆射 封德彝四月，实授 杨恭仁四月，吏部尚书兼             |
| 武德七年甲申 （624年） | 李世民           | 裴寂                      | 萧瑀                    | 陈叔达 裴矩十二月，太子詹事检校                                                   | 封德彝 杨恭仁吏部尚书兼                                                |
| 武德八年乙酉 （625年） | 李世民           | 裴寂                      | 萧瑀                    | 陈叔达 裴矩十一月，罢 李元吉十一月，加 宇文士及十一月，天策府司马兼太子詹事权检校 | 封德彝 杨恭仁吏部尚书兼 李世民十一月，加                               |
| 武德九年丙戌 （626年） | 李世民六月为太子 | 裴寂正月转司空 萧瑀十月免 | 萧瑀七月转左仆射 封德彝 | 陈叔达十月免 李元吉六月诛 宇文士及七月转中书令 高士廉七月授                       | 封德彝七月转右仆射 杨恭仁七月罢 李世民六月为太子 房玄龄七月授 宇文士及 |

## 家庭

### 世系
李渊的祖父李虎曾為尚书左仆射，封隴西郡公，賜姓大野氏，與宇文泰等共八位柱国大将军并称八柱国。宇文泰的家族建立北周後，李虎已經去世，获封陇西郡公。父親李昞，北周安州總管、柱國大將軍，襲封陇西郡公，于550年加封唐国公，是为唐仁公，追封李虎为唐襄公。李渊七岁丧父，襲封唐国公。
李渊是隋炀帝杨广的姨表兄弟。北周明帝的明敬皇后、李淵生母元贞皇后、隋文帝的文獻皇后分别是西魏八大柱国之一独孤信的長女、四女、七女。

### 父系考据
据传统史料所载，唐朝皇室出自隴西李氏，為李暠第二子李歆的后裔，多称陇西狄道（陇西郡狄道县）人，亦可称陇西成纪（陇西郡成纪县）人。
由于唐朝皇室以老子后裔自居，崇尚道教，唐初武德九年太史令傅奕上疏抬道抑佛，引发佛道论争。和尚法琳作《破邪论》《辨证论》反对傅奕。法琳反对唐朝皇室为老子李耳后裔之说，亦与隴西李氏无关，而是拓跋氏后裔，法琳因而触怒唐太宗，被流放益州而死。宋代朱熹與鄭思肖以李唐閨門失禮家法繆戾，有李唐源自夷狄的說法。
馮承鈞认為李虎的兄弟名為起頭與乞豆，懷疑李淵家族有可能出身胡人。陳寅恪在〈三論李唐氏族問題〉中舉證李淵先祖李熙出身漢族。劉盼遂與王桐齡考據認為李淵家族應為拓跋氏後裔。劉盼遂之後取消了自己的观点，這個說法已經被研究證明為證偽論，但其學說初期仍引發學界如向達與陳登原等人的討論。
陳寅恪依据唐祖陵在今河北省境，認為李唐出身赵郡李氏，因宇文泰关中本位政策“以关内诸州为其本望”，所以改赵郡郡望为陇西郡望。实际上不是赵郡李氏破落户，就是广阿庶姓李氏的假冒牌。姚薇元认同此观点，并认为近人对于李唐氏族出于异族的举证虽不无可疑，但终究缺乏实证。
朱希祖经考据认为李熙与李买得不是同一个人，李熙曾作为强宗子弟镇戍武川，后卒于武川。其子李天锡为避六镇兵乱，携父遺骨南迁于赵郡广阿，因以为家，不久亦卒。其子李虎将父祖合葬，即所谓唐祖陵。李氏并非出身赵郡李氏，而确系为隴西李氏。

### 胡汉混血
陳寅恪認為李虎家族父系先世雖為漢人，但李淵家族長期與鮮卑貴族通婚，母系有外族血統。這個說法得到錢穆、薩孟武等人的支持，如《劍橋中國史》等著作皆採用這個說法。岑仲勉曾討論繆鳳林支持李唐家族為胡漢混血，他列舉李唐皇族與鮮卑聯婚事跡，但認為血統混合是自古甚多，不值得深究。
甘懷真認為李淵家族來自河西走廊的中亞族裔的可能性較高，但自我認同為隴西李氏，且先祖自十六國時期已以隴西李氏身分加入各涼國政權統治集團。

### 妃

#### 皇后
- 太穆皇后竇氏（569－613），北周神武郡公窦毅与襄阳公主之女。李淵正妻，生隱太子建成、唐太宗李世民、衛懷王李玄霸、巢剌王李元吉和平阳昭公主。李淵稱帝前去世，追贈太穆皇后，合葬獻陵。

#### 妃
- 萬貴妃，李淵登基前妾，生楚哀王李智云，高祖稱帝後代掌後宮。後尊封楚國太妃，陪葬獻陵。
- 尹德妃，父尹阿鼠，高祖晚年寵妃。勾結隱太子建成讒言攻擊李世民。生酆王李元亨。

#### 嬪
- 宇文昭仪（591－634），祖宇文盛，父宇文述，兄宇文士及。生韓王李元嘉、魯王李靈夔。高祖曾欲立為后，固辭不受。於太安宮病逝，追封徐國太妃。
- 貴嬪莫丽芳（587－618），祖南陳三州刺史莫影龙，父高唐郡太守莫孝恭。高祖稱帝前妾，生荊王李元景，因產後病去世，追贈貴嬪。
- 嬪崔商珪（？－636），武德元年进宫选为宝林。武德六年册为嫔。生鄧康王李元裕。太宗尊封鄧國太妃，協理後宮，病逝於天霞宮。
- 孙嫔，生漢王李元昌。元昌謀反被誅，孫嬪得到寬恕。
- 楊嬪（602－657），父隋楚國公杨素，兄楊玄感[28]。先入隋宮，後被高祖納為嬪。生江安王李元祥。隨子先封許國太妃，後遷江國太妃。病逝於鄧州。
- 小楊嬪，生舒王李元名。
- 楊貴嬪（？－634），父隋上明郡公杨文纪，高祖退位後隨遷入太安宮，稱太安宫嬪楊氏。
- 張嬪 （？－621），祖张据，父宪部郎中张锐。武德四年薨於別館。有詔贈嬪。葬芷陽縣見子原。與高祖晚年寵妃張婕妤並非同一人。與李元方母张氏是否为同一人，无法考证。

#### 世婦
- 张婕妤，姿色妖媚，高祖晚年最受寵愛，勾結隱太子建成讒言攻擊李世民。与李元方母张氏是否为同一人，无法考证。
- 薛婕妤，隋临河公薛道衡女，精通经史，唐高宗因受教於薛氏，封二品河東郡夫人，禮敬甚重。後出家为尼。[29]唐高宗麟德元年（664年），薛氏和侄薛元超因与上官仪私下书信来往被削去封号，幽禁于高祖别庙静安宫。[30]
- 郭婕妤，生徐康王李元禮。
- 劉婕妤，生道王李元慶。尊封道國太妃。
- 張美人，生霍王李元軌。
- 楊美人（？－644），生虢莊王李鳳。尊封虢國太妃。
- 王才人，父隋朝散大夫王静。生彭思王李元則。尊封彭國太妃。
- 魯才人，生密貞王李元曉。

#### 御妻
- 寶林张宠则（589－645），父敦煌郡书佐张文成，生鄭惠王李元懿，尊封鄭國太妃，病逝於潞州。
- 柳寶林 ，生滕王李元嬰。

#### 其他
- 張氏，生周王李元方。無法考證與張嬪或張婕妤是否為同一人。
- 辛处俭妻，高祖平长安，夺隋朝太子舍人辛处俭妻，宠爱有加，辛处俭改任万年县丞。

### 子女
高祖有二十二個兒子：
| 封号                                                  | 姓名   | 生卒年        | 母亲     |
| ----------------------------------------------------- | ------ | ------------- | -------- |
| 隴西郡公 → 唐王世子 → 皇太子 → 除籍 → 息隱王 → 隱太子 | 李建成 | 589年 - 626年 | 窦皇后   |
| 敦煌郡公 → 秦國公 → 趙國公 → 秦王 → 皇太子 → 唐太宗   | 李世民 | 598年 - 649年 | 窦皇后   |
| 卫怀王                                                | 李玄霸 | 599年 - 614年 | 窦皇后   |
| 姑臧郡公 → 齊王 → 除籍 → 海陵郡王 → 巢剌王            | 李元吉 | 603年 - 626年 | 窦皇后   |
| 楚哀王                                                | 李智云 | 603年 - 617年 | 万贵妃   |
| 趙王 → 荊王                                           | 李元景 | ？- 653年     | 莫嫔     |
| 魯王 → 漢王                                           | 李元昌 | 619年 - 643年 | 孙嫔     |
| 酆悼王                                                | 李元亨 | 619年 - 632年 | 尹德妃   |
| 周王                                                  | 李元方 | 619年 - 629年 | 张氏     |
| 鄭王 → 徐康王                                         | 李元礼 | 619年 - 672年 | 郭婕妤   |
| 宋王 → 徐王 → 韩王                                    | 李元嘉 | 619年 - 688年 | 宇文昭仪 |
| 荊王 → 彭思王                                         | 李元则 | ？- 651年     | 王才人   |
| 滕王 → 郑惠王                                         | 李元懿 | ？- 673年     | 张宝林   |
| 蜀王 → 吳王 → 霍王                                    | 李元轨 | ？- 688年     | 张美人   |
| 豳王 → 虢莊王                                         | 李凤   | 623年 - 675年 | 杨美人   |
| 漢王 → 陳王 → 道孝王                                  | 李元庆 | 623年 - 664年 | 刘婕妤   |
| 鄶王 → 邓康王                                         | 李元裕 | ？- 665年     | 崔嫔     |
| 譙王 → 舒王                                           | 李元名 | ？- 689年     | 小杨嫔   |
| 魏王 → 燕王 → 鲁王                                    | 李灵夔 | ？- 688年     | 宇文昭仪 |
| 許王 → 江安王                                         | 李元祥 | 626年－680年  | 杨嫔     |
| 密贞王                                                | 李元晓 | ？- 678年     | 鲁才人   |
| 滕王                                                  | 李元婴 | 628年 - 684年 | 柳宝林   |

高祖有十九個女兒，史书未记录具体排行，见于个人记载：
1. 長沙公主（下嫁冯少师）
2. 襄陽公主（下嫁隋文帝外甥孫窦诞）
3. 平陽公主（第三女，谥号“昭”，称平阳昭公主，母竇皇后，下嫁柴绍）
4. 高密公主（第四女，唐太宗姐，下嫁长孙孝政，又嫁段纶）
5. 長廣公主（唐太宗姐，先封为桂阳公主，下嫁赵慈景，又嫁杨师道）
6. 房陵公主（第六女，先封为永嘉公主，下嫁窦奉节，又嫁贺兰僧伽）
7. 常樂公主（第七女，下嫁赵瑰）
8. 九江公主（下嫁执失思力）
9. 廬陵公主（下嫁乔师望）
10. 南昌公主（下嫁苏勖）
11. 安平公主（下嫁杨思敬）
12. 淮南公主（李澄霞，第十二女，下嫁封道言）
13. 真定公主（下嫁崔恭礼）
14. 衡陽公主（下嫁阿史那社尔）
15. 丹陽公主（下嫁薛万彻）
16. 臨海公主（下嫁裴律师）
17. 館陶公主（下嫁崔宣庆）
18. 萬春公主（先封为萬春公主，後來改封長沙公主，下嫁豆卢怀让）
19. 安定公主（先封为千金公主，下嫁温挺，又嫁郑敬玄），被武則天收為义女。

死後追贈的封號以粗體字表示。

## 軼事

### 雀屏中選
李淵善於騎射，與其妻竇皇后的成親曾經為一時佳話，竇氏未嫁之時為貴族，樣貌豔麗，明艷照人，故其父北周大將竇毅不肯輕易許嫁女兒。故而舉辦射箭之賽，比武招親，要求來求親的公子們，在一「雀屏」（繪有孔雀的屏風）上射箭，以射中孔雀為標準，李淵憑藉準確的目力與勁道，於數步外射箭，竟然成功射中「孔雀的眼睛」，而娶得竇氏，這段佳話流傳後世成為成語「雀屏中選」。今陕西省西安市碑林区，一街道名为「窦府巷」，以窦姓府第在此而得名，亦有传说此「窦府」即窦毅之府。

### 反隋主謀之謎
在《舊唐書》和《新唐書》兩者中，李淵都是受到次子李世民的挑唆才起兵反隋。據這兩部史書記載，李世民通過裴寂把李淵引進隋煬帝的晋陽行宮，灌醉了李淵，使得李淵酒後與宫女發生了關係，迫使李淵起兵。而在曾效力於李渊的温大雅記載中，反隋是出於李淵本人的決定。
歷史學者孟憲實認為，無論從政治影響、軍事經驗、經濟實力還是從社會地位来比較，李世民都無法與李渊相提並論。即便是有人願意结交李世民，也是因為看重了李世民背後的李淵。李世民要结交那些非法的豪杰、大俠，沒有背後李淵的政治經濟資源幾乎是不可能的。孟憲實認為晋陽起兵的歷史真相是，以李淵為首的軍事政治集團，看到隋朝大勢已去，於是開始謀劃奪取最高權力。這個集團的核心人物當然是李淵，作為李淵的次子，李世民不過是李淵手下的一員得力幹將而已。因為父子關係，李淵信任李世民，李世民很早就參與了晋陽起兵的謀劃，並且承擔某些具體的任務。但是，只有李淵才是主謀這個地位是任何人都無法取代的。

## 影視作品
| 首播年份      | 名字                      | 演员   |
| ------------- | ------------------------- | ------ |
| 1976年        | 隋唐風雲                  | 鮑漢琳 |
| 1982年        | 秦王李世民                | 张名煜 |
| 1984年        | 決戰玄武門                | 張英才 |
| 1987年        | 大运河                    | 刘兆铭 |
| 1992年        | 侠骨风流                  | 丁笑宜 |
| 1992年        | 大唐风云录                | 康铭惠 |
| 1994年        | 唐太宗李世民              | 周绍栋 |
| 1994年        | 天师钟馗                  | 黄世南 |
| 1995年        | 阎罗传奇                  | 汤文涛 |
| 1996年        | 隋唐演义                  | 王文友 |
| 1996年        | 隋唐群英会                | 黎汉持 |
| 2000年        | 乱世桃花                  | 鲍国安 |
| 2000年        | 新少林寺                  | 陈友旺 |
| 2003年        | 天子寻龙                  | 李龙基 |
| 2003年 2012年 | 隋唐英雄传 隋唐英雄 1 & 2 | 杜志国 |
| 2004年        | 大唐双龙传                | 刘江   |
| 2004年        | 傻小李元霸                | 姚橹   |
| 2004年        | 千古风流一坛醋            | 戈辉   |
| 2005年        | 秦王李世民                | 岳跃利 |
| 2006年        | 贞观之治                  | 马精武 |
| 2006年        | 开创盛世                  | 刘文治 |
| 2006年        | 風塵三俠之紅拂女          | 侯勇   |
| 2008年        | 隋炀帝                    | 刘洪林 |
| 2009年        | 大明宫                    | 李琦   |
| 2013年        | 隋唐演义                  | 寇振海 |
| 2018年        | 唐砖                      | 李光复 |
| 2018年        | 独孤天下                  | 陈柯帆 |
| 待播          | 天下长安                  | 李雪健 |

## 动画
《隋唐英雄传》(2003年)

## 备注
1. ↑  《旧唐书·卷一·本纪第一》称李渊为陇西狄道人。唐朝皇族墓志大都自称陇西狄道人，自称陇西成纪人亦是常例。李渊女儿房陵公主、孙李祐、五代孙和政公主称陇西成纪人。
2. ↑  狄道县在今甘肃省定西市临洮县。
3. ↑  成纪县的治所在今甘肃省天水市秦安县叶堡乡。